# IV Congresso panucraino dei Soviet
Il Quarto Congresso panucraino dei Soviet dei deputati degli operai, deo braccianti e dei soldati dell'Armata Rossa si tenne a Charkiv tra il 16 e il 20 maggio 1920, in seguito alla IV Conferenza del Partito Comunista dell'Ucraina che aveva avuto luogo a inizio marzo.

## Decisioni
Il Congresso adottò l'ordine del Comitato Esecutivo Centrale dell'Ucraina sul rafforzamento dell'autorità degli operai e dei braccianti, che ebbe una grande importanza nel riformare il governo a causa della guerra.
Furono condannati i tentativi controrivoluzionari di rompere o indebolire l'unione dell'Ucraina con la Russia e con le altre repubbliche sovietiche, e li definì controrivoluzionari.
Furono adottate delle disposizioni sulla terra e sul rifornimento di cibo, furono delineate delle misure per lo sviluppo ulteriore dell'educazione nazionalee fu approvata la legge sui Comitati dei Braccianti Poveri.
Il Congresso lanciò un appello ai braccianti, agli operai, ai soldati dell'Armata Rossa e a tutto il popolo lavoratore per sconfiggere il nemico.
Infine, furono eletti gli 82 membri e i 44 candidati del Comitato Esecutivo Centrale panucraino e i 38 membri e i 13 candidati del Comitato Esecutivo Russo. Come membro onorario del Comitato Esecutivo Centrale panucraino fu eletto Lenin.